# Kabinett Erdoğan I
Mit dem Begriff Kabinett Erdoğan I wird die vom 14. März 2003 bis 29. August 2007 amtierende 59. Regierung der Republik Türkei unter Recep Tayyip Erdoğan bezeichnet. Das nachfolgende Kabinett ist das Kabinett Erdoğan II, erneut unter der Führung Recep Tayyip Erdoğans. Alle Minister des Kabinetts sind Mitglieder der Partei für Gerechtigkeit und Aufschwung (AKP).

## Minister
| deutsche Amtsbezeichnung                                                        | türkische Amtsbezeichnung               | Amtsinhaber                                         | Partei |
| ------------------------------------------------------------------------------- | --------------------------------------- | --------------------------------------------------- | ------ |
| Ministerpräsident                                                               | Başbakan                                | Recep Tayyip Erdoğan                                | AKP    |
| Stellvertretender Ministerpräsident und Minister für Auswärtige Angelegenheiten | Başbakan Yardımcısı ve Dışişleri Bakanı | Abdullah Gül                                        | AKP    |
| Stellvertretender Ministerpräsident und Staatsminister                          | Devlet Bakanı ve Başbakan Yardımcısı    | Abdullatif Şener                                    | AKP    |
| Stellvertretender Ministerpräsident und Staatsminister                          | Devlet Bakanı ve Başbakan Yardımcısı    | Mehmet Ali Şahin                                    | AKP    |
| Staatsminister                                                                  | Devlet Bakanı                           | Mehmet Aydın                                        | AKP    |
| Staatsminister                                                                  | Devlet Bakanı                           | Beşir Atalay                                        | AKP    |
| Staatsminister                                                                  | Devlet Bakanı                           | Ali Babacan                                         | AKP    |
| Staatsminister                                                                  | Devlet Bakanı                           | Kürşat Tüzmen                                       | AKP    |
| Staatsminister                                                                  | Devlet Bakanı                           | Nimet Çubukçu                                       | AKP    |
| Justizminister                                                                  | Adalet Bakanı                           | Cemil Çiçek – (Fahri Kasırga Übergangsminister.)    | AKP    |
| Minister für Nationale Verteidigung                                             | Millî Savunma Bakanı                    | Mehmet Vecdi Gönül                                  | AKP    |
| Minister für Innere Angelegenheiten                                             | İçişleri Bakanı                         | Abdülkadir Aksu – (Osman Güneş Übergangsminister.)  | AKP    |
| Finanzminister                                                                  | Maliye Bakanı                           | Kemal Unakıtan                                      | AKP    |
| Minister für Nationale Bildung                                                  | Millî Eğitim Bakanı                     | Hüseyin Çelik                                       | AKP    |
| Minister für Bauwesen und Besiedlung                                            | Bayındırlık ve İskan Bakanı             | Faruk Nafız Özak                                    | AKP    |
| Gesundheitsminister                                                             | Sağlık Bakanı                           | Recep Akdağ                                         | AKP    |
| Minister für Verkehr, Schifffahrt und Kommunikation                             | Ulaştırma Bakanı                        | Binali Yıldırım – (İsmet Yılmaz Übergangsminister.) | AKP    |
| Minister für Landwirtschaft und Dorfangelegenheiten                             | Tarım ve Köyişleri Bakanı               | Mehmet Mehdi Eker                                   | AKP    |
| Minister für Arbeit und Soziale Sicherheit                                      | Çalışma ve Sosyal Güvenlik Bakanı       | Murat Başesgioğlu                                   | AKP    |
| Minister für Industrie und Handel                                               | Sanayi ve Ticaret Bakanı                | Ali Coşkun                                          | AKP    |
| Minister für Energie und Naturschätze                                           | Enerji ve Tabii Kaynaklar Bakanı        | Mehmet Hilmi Güler                                  | AKP    |
| Minister für Kultur und Tourismus                                               | Kültür ve Turizm Bakanı                 | Atilla Koç                                          | AKP    |
| Minister für Umwelt und Wald                                                    | Çevre ve Orman Bakanı                   | Osman Pepe                                          | AKP    |

## Übergangsregierung
Eine Besonderheit des türkischen Verfassungsrechts liegt in der Form der Übergangsregierung (Vorläufiger Ministerrat). So müssen die Minister für Inneres, Justiz und Verkehr vor allgemeinen Wahlen zurücktreten. Deren Posten werden dann vom Ministerpräsidenten an parteilose Politiker vergeben. Diese Übergangsregierung bleibt dann solange im Amt, bis das neugewählte Parlament zusammentritt. Mit dieser Vorschrift soll ein unparteiischer Verlauf der Parlamentswahlen gewährleistet werden. Diese Übergangsminister haben nach dieser kurzen, meist 2–3 Monate dauernden, Amtszeit einen Anspruch auf eine Ministerrente. Dieser Umstand wird kritisiert.